# Бреслаур, Эмиль
Эмиль Бреслаур (нем. Emil Breslaur; 29 мая 1836, Котбус — 28 июня 1899) — германский музыкальный педагог.
По окончании гимназии и семинарии стал священнослужителем в еврейской общине своего родного города, однако в 1863 г. отправился в Берлин и на протяжении четырёх лет учился в Консерватории Штерна, где среди его учителей были Фридрих Киль (композиция), Хуго Шванцер (орган) и сам руководитель консерватории Юлиус Штерн (дирижирование). В 1868—1879 гг. преподавал фортепиано в Новой академии музыкального искусства. Вскоре после ухода из Академии Бреслаур организовал Берлинский союз преподавателей музыки, в дальнейшем преобразованный в общегерманскую организацию.
Бреслауру принадлежат многочисленные учебные и методические пособия, среди которых выделяются «Технические основы фортепианной игры» (нем. Die Technische Grundlage der Klavierspiels; 1874) и трёхтомная «Клавирная школа» (нем. Klavierschule), выдержавшая при жизни автора 18 изданий. С 1878 г. Бреслауэр издавал и редактировал журнал «Преподаватель клавира» (нем. Der Klavierlehrer).